# 사주명리

## 명리학의 학문적 정체성 확립에 관한 연구
< 목  차 > 
1. 머리말
2. 명리학의 개요와 연구현황
3. 명리학의 학술연구분야분류 설정 검토

4. 맺음말

### 1. 머리말
인간 삶의 조건은 근본적으로 불완전하다. 이렇게 부여된 환경의 제약 속에서 인간은 점점 운명 인식을 싹 틔우며 자신의 운명에 대해 심각하게 고민하게 된다. 그래서 운명에 대한 고뇌는 일찍부터 형이상화(形而上化)되어 동서양을 막론하고 철학과 종교의 주제가 되어 왔다.
본 연구의 주제인 명리학(命理學)은 사람의 생년월일시를 60갑자의 부호로 치환한 ‘사주(四柱)’를 통해 인간 삶의 길흉과 관련된 성패(成敗)․요수(夭壽)․빈부․귀천 등의 차별함을 추론하고 해석하기 위해 만들어진 동아시아 문화권 특유의 예언체계이다.
한국인의 사유체계와 한국사회의 기층문화를 형성하는 수많은 요소들 중에서도 사주는 한국인의 운명을 읽는 부호로서 오래전부터 그 역할을 해오고 있다. 그래서 사주는 사람이 태어난 연월일시를 천간(天干)과 지지(地支)의 여덟 글자로 각각 매긴 것이라는 사실을 한국 사람이라면 모르는 사람이 거의 없다. 그만큼 사주는 한국문화에서 보편적이면서도 한편으로는 소원하다. 사주가 운명을 읽는 중요한 부호로 활용되어오다 보니 사주를 통해서 끊임없이 운명예측 재화가 소비되고 있다.
사주 상담을 중심으로 한 운명예측 소비행위는 인터넷․유튜브․방송 등 각종 대중매체를 통해서 끊임없이 대중에게 노출되고 있다. 이들 운명관련 콘텐츠들의 물량 공세는 갈수록 거세져서 사람들에게 운명예측 재화의 반복적 소비를 강요하고 있으며 소비자들은 이런 소비행위를 통해 일시적으로 심리적 위안을 받고 있다(김만태 2013: 364).
그러나 운명예측 재화의 공급자와 수요자 양측 모두 소비의 재(再)확대에만 급급하다보니 정작 중요한, 그 바탕에 존재하는 사주와 운명에 관한 인식관계, 사주명리(四柱命理)의 근본논리와 체계 등에 관해서는 거의 관심을 기울이지 않고 있다. 이런 사정은 기존 명리학계에서도 크게 다르지 않아 사주와 사주명리의 실체에 대해 진지하게 고민하는 경우도 매우 드물다(김만태 2013: 364).
따라서 오랜 시간동안 우리와 함께 해왔고 지금 이 순간에도 널리 행해지고 있는 사주를 중심으로 한 운명문화의 면모를 이제부터라도 온전히 파악할 필요가 있다. 그러기 위해서는 무엇보다도 먼저 사주명리의 근본논리와 인식체계, 구성원리, 해석체계 등에 관해서 포괄하고 있는 명리학에 대한 체계적․심층적인 학술 연구가 매우 긴요하다.
한국연구재단의 학술연구분야분류표(2016년 2월 현재)에서 풍수지리는 ‘B160212(분야코드) 사회과학(대분류명) 지리학(중분류명) 인문지리학(소분류명) 풍수지리(세분류명), Geomancy(영문 분류명)’인 반면 사주명리는 분야분류가 전혀 없는 실정이다. 즉 학술연구 분야에서 명리학은 등록증이 없는 무적자(無籍者)와 같다. 이 모두는 사주명리가 사이비 학문으로 인식되어온 온 탓이다.
지금까지 명리학이 비합리적인 술수로 여겨진 까닭은 오해나 편견의 문제라기보다는 그동안 명리학 스스로 학술적 조건을 제대로 갖춰오지 못한 탓이 훨씬 더 크다(김만태 2016: 232). 지금 필요한 것은 명리학을 위한 옹호와 변명보다는 명리학 자체에 대한 학술적 고찰과 비평이다. 그래서 명리학의 이론적 체계화와 정합성(整合性) 확보가 더욱 본질적인 선결문제인 것이다.
그리고 명리학이 그 학술적 체계를 온전히 갖추지 못한 탓에 사주상담을 빌미로 파생되는 문제들을 결코 배제해서는 안 되지만 명리학[學] 자체의 문제점과 이에 종사하는 명리인[人]의 문제점은 반드시 구분해서 살펴봐야 한다. 즉 사주상담을 업으로 종사하는 사람들이 자행(恣行)하는 문제들을 명리학이 지닌 한계나 문제로 혼동해서는 안 된다는 것이다.
현재 사주명리에 관한 학술논문이 게재될 수 있는 전문 학술지는 ‘동방문화와 사상’(동방문화대학원대학교 동양학연구소, 2016년 8월 창간, 2019년 1월 등재후보 선정, 2022년 1월 등재 선정) 외는 전무하다. 사주명리인들은 대체로 논리적이며 체계적․분석적인 글과 사고(思考)보다는 편협된 소견과 구변(口辯)에 의지하여 자신의 생각만을 피력하는 경향이 무척 강하다. 이런 실정은 학술적 요건을 제대로 갖춘 사주명리 관련 논문이 좀처럼 발표되지 못하는 현실과 맞물려 있다. 그 결과 연구 학술논문들이 제대로 발표되지 못하고 있으며 이로 말미암아 체계적․심층적인 사주명리 연구서도 출간되지 못하는 악순환으로 연결된다(김만태 2016: 236).
이제부터라도 사주명리에 관해 심도 있는 학술논문들이 많이 발표되고 체계적인 연구가 이루어지기 위해서는 한국연구재단의 학술연구분야분류에서 명리학에 적합한 분류코드와 (대․중․소․세)분류명에 대해서도 고민해볼 필요가 있다. 따라서 본 논문에서는 명리학에 가장 적합한 학술연구분야분류가 무엇인지 고찰해보고 향후 분류명 부여를 위한 제언을 하고자 한다.

### 2. 명리학의 개요와 연구현황
명리학은 일월오성과 28수 등 천체(天體)의 운행을 포함한 자연(自然)의 질서와 그 질서에 상응하는 인사(人事) 관계를 음양의 소장(消長)과 오행의 생화극제(生化剋制)를 통해 해명하려는 음양오행론(陰陽五行論)을 정립하고 간지력(干支曆)을 창조했던 중국과 그 주변국가(한국․일본)에서 사람의 생년월일시(生年月日時)를 간지(干支)로 각각 치환한 후 일간(日干)을 중심으로 그 상호관계를 해석하여 인간 삶의 길흉과 관련된 성패․빈부․귀천․요수 등의 차별함을 추론하기 위해 만들어진 예언 체계이다(김만태 2010a: 3).
우리나라에서 신법(자평)사주는 여러 정황들을 종합해볼 때 14세기 초 고려 말부터 새로운 시대(원․명의 교체기, 고려에서 조선으로의 전환)를 이해하고 경영할 수 있는 패러다임의 하나로서, 체제 변화를 요구하는 당시 신흥 사대부(관료)와 지식인들에 의해 원(元)으로부터 본격적으로 유입되었다. 이는 성리학이 원(元)으로부터 도입되던 시기와도 비슷하다. 이후 명리학은 조선이 건국하면서 관학(官學)으로 정착하였다(김만태 2010b: 185).
사주팔자 안에는 그 사람의 선천적인 재능․성격․재물․육친․건강․성공 여부 등에 대한 개연성․가능성이 내포되어 있기에 사주명리는 다양한 모습으로 활용되고 있다. 그래서 오래전부터 동북아 사람들은 인생의 고비나 결정하는 순간에 직면하면 명리학을 통해 자신의 운명에서 최상의 선택을 하고자 했으며 지금도 이런 경향은 변함없이 계속되고 있다(김만태 2010b: 214).
명리학이 창안된 가장 근본적인 까닭은 피흉추길(避凶趨吉), 즉 현세에서 행복하기 위해서이다. 이는 바로 사람이라면 누구나 누리고 싶은 복(福)인 수부귀다남자(壽富貴多男子)의 오복(五福)이다. 오복의 관념은 명리학의 핵심인 비겁(比劫)․식상(食傷)․재성(財星)․관성(官星)․인성(印星) 등 육신(六神)과 십성(十星)의 의미에도 반영되어 있다. 명리학의 이런 육신 관념에는 현세적 삶의 길흉화복 의미가 함축되어 있다.
한국인은 관념적으로는 자유의지론을 선호하지만 실제적으로는 운명결정론에 치우치는 경향이 크다. 이는 개인차에 기인하는 바도 있겠지만 무엇보다도 그동안 한국사회 운영에서 원칙과 일관성․공정성 부재, 기회주의 팽배가 빚어낸 현상이다(김만태 2010a: 321).
한국 현대사에서 1980년대까지는 정치적 격변이 반복되고 이데올로기 논쟁이 가열된 시기였다. 이 시기에 피로감을 느낀 사람들은 그들의 정신적 위안처로 동양사상에 관심을 갖기 시작하였고 근대 이후 한국사회를 지배해온 서구중심의 비인간적․물질적 가치관을 극복하려는 움직임도 생겨났다. 1990년대 이후 이데올로기 문제가 현실의 관심에서 본격적으로 퇴조하자 전통문화와 동양사상에 대한 탐구를 통해 인간과 자연의 참된 본래 가치를 이해하려는 경향이 형성되었다(김만태 2016: 217).
이런 사회적 분위기에 부응하여 1999년 원광대학교에서 국내 처음으로 대학원 석사과정에 동양학과를 신설하고 명리학을 강의하기 시작하였다. 이에 따라 그동안 음지와 변경(邊境)에 머물러 체계적․학술적인 연구가 부족했던 명리학이 점차 본격적으로 연구될 수 있는 토대가 마련되었다. 이후 공주대학교․경기대학교․동방문화대학원대학교․대구한의대학교․국제뇌교육종합대학원대학교 등에서도 명리학에 관한 대학원 정규과정을 개설해서 그동안 주변 학문이었던 명리학을 강의․연구하고 있다. 2010년대에는 사이버 대학인 원광디지털대학교, 글로벌사이버대학교 등에서도 명리학 관련 강의를 개설하였다(김만태 2016: 218).
| 대학교                     | 대학원                     | 학과             | 학위      | 설립년도 |
| 원광대학교                 | 동양학대학원               | 동양학과         | 석사      | 1999     |
| 원광대학교                 | 대학원                     | 한국문화학과     | 박사      | 2006     |
| 공주대학교                 | 대학원                     | 동양학과         | 석사      | 2003     |
| 공주대학교                 | 대학원                     | 동양학과         | 박사      | 2010     |
| 경기대학교                 | 행정․사회복지대학원        | 동양문화학과     | 석사      | 2003     |
| 경기대학교                 | 대학원                     | 동양문화학과     | 박사      | 2019     |
| 동방문화대학원대학교       | 동방문화대학원대학교       | 미래예측학과     | 석사      | 2005     |
| 동방문화대학원대학교       | 동방문화대학원대학교       | 미래예측학과     | 통합․박사 | 2006     |
| 국제뇌교육종합대학원대학교 | 국제뇌교육종합대학원대학교 | 동양학과         | 석사․박사 | 2012     |
| 대구한의대학교             | 대학원                     | 동양사상학과     | 석사      | 2012     |
| 대구한의대학교             | 대학원                     | 동양사상학과     | 박사      | 2013     |
| 서경대학교                 | 경영문화대학원             | 동양학과         | 석사      | 2015     |
| 한양대학교                 | 융합산업대학원             | 동양문화학과     | 석사      | 2019     |
| 원광디지털대학교           | 한국문화학부               | 동양학과         | 학사      | 2010     |
| 글로벌사이버대학교         |                            | 동양학과         | 학사      | 2012     |
| 동명대학교                 | 미래융합대학               | 동양문화학과     | 학사      | 2020     |
| 부산과학기술대학교         | 장례행정복지과             | 풍수명리복지전공 | 전문학사  | 2020     |

2000년대 초반까지만 하더라도 명리학에 대한 체계적이고 학술적인 연구가 거의 없었다. 연구 초기에는 명리학의 연구방법론에 대한 인식도 미흡하였다. 그래서 초기 연구경향은 대체로 질병․사고․가족․재물․적성 등을 주제로 조사집단과 비교집단 간의 구별과 조사치의 차이 검증도 없이 사례분석(case analysis)이 아닌 설문조사 결과를 단순통계 처리하는 통계조사(statistical survey)에 편중되었다. 그런 가운데서도 명리학의 역사를 규명하고 학술적 체계를 정립하고자 노력한 글들이 나왔다. 이런 연구성과를 바탕으로 명리학의 문헌․인물․체계․원리 등 중요한 관련 주제에 심도 있게 천착한 글들이 점차 나오면서 명리학의 학술적 체계 정립에 기여하고 있다.
명리학에 대한 그간의 연구현황을 KCI(한국학술지인용색인)에 수록된 등재(후보) 학술지의 논문으로 살펴보면 다음과 같다.
2021년 12월 현재 KCI에서 ‘사주명리’, ‘명리학’, ‘사주(四柱)’, ‘명리(命理)’ 등을 논문제목 또는 키워드, 초록으로 검색하고, 명리학과 연관되는 ‘천간(天干)’, ‘지지(地支)’, ‘십간(十干)’, ‘십이지(十二支)’, ‘간지(干支)’, ‘갑자(甲子)’, ‘음양’, ‘오행’, ‘음양오행’ 등을 키워드로 검색한 결과, 중복되는 것을 제외하면 총 188건의 등재(후보) 학술논문이 있다.
| 연도 | ‘06 | ‘07 | ‘08 | ‘09 | ‘10 | ‘11 | ‘12 | ‘13 | ‘14 | ‘15 | ‘16 | ‘17 | ‘18 | ‘19 | ‘20 | ‘21 | 합계 |
| 건수 | 4   | 2   | 0   | 2   | 3   | 12  | 6   | 10  | 8   | 8   | 12  | 19  | 20  | 21  | 33  | 28  | 188  |

2006년도부터 명리학 관련 학술논문이 등재(후보) 학술지에 게재되기 시작하였고, 2011년부터 증가하기 시작했으며 2016년부터는 지속적으로 더욱 증가하고 있다는 사실을 <표 2-2>를 통해 알 수 있다.
명리학 관련 학술논문들이 게재된 등재(후보) 학술지를 주제분야별로 정리해보면 <표 2-3>과 같다. 기타인문학 40건, 기타사회과학 35건, 학제간연구 25건이 총 100으로 188건 중 53.2%이다. 철학 14건, 동양철학일반 7건, 기타철학일반 3건, 한국철학일반 1건으로 철학관련 분야가 총 25건으로 13.3%이다. 원불교학 9건, 종교학 6건, 정토학 1건으로 종교관련 분야가 총 16건으로 8.5%이다. 문학(교육) 3건, 중국어와문학 3건, 한국어와문학 4건, 기타중문학 2건, 영어와문학 1건으로 문학관련 분야가 총 13건으로 6.9%이다. 디자인 6건, 감성표현예술 1건, 미술 1건으로 예술관련 분야가 총 8건으로 4.5%이다. 역사학 6건, 동양사 1건으로 역사학관련 분야가 총 7건으로 3.9%이다. 그 외 한국정치사상 4건, 비교문헌정보학, 사회학, 심리과학, 중국문화학 등이 각 1건인데 위의 각 분야에 포괄될 수도 있다.
다양한 명리학 주제들에 관해 연구가 진행되고 있는 점은 희망적이나, 제대로 검증되지 않아 논문의 질적 수준을 담보하기 어려운 논문들이 양산되는 부작용도 있다. 
| 주제분야     | 건수 | 주제분야     | 건수 | 주제분야 | 건수 | 주제분야 | 건수 | 주제분야 | 건수 |
| 기타인문학   | 40   | 기타사회과학 | 35   | 학제간연구 | 25 | 철학 | 14 | 원불교학 | 9 |
| 주제분야     | 건수 | 주제분야     | 건수 | 주제분야 | 건수 | 주제분야 | 건수 | 주제분야 | 건수 |
| 동양철학일반 | 7    | 디자인       | 6    | 역사학 | 6 | 종교학 | 6 | 공학일반 | 4 |
| 주제분야     | 건수 | 주제분야     | 건수 | 주제분야 | 건수 | 주제분야 | 건수 | 주제분야 | 건수 |
| 기타철학일반 | 3    | 문학(교육)   | 3    | 중국어와문학 | 3 | 한국어와문학 | 4 | 한국정치사상 | 4 |
| 주제분야     | 건수 | 주제분야     | 건수 | 감성표현예술, 기타체육, 동양사, 무역학일반, 미술, 법학, 비교문헌정보학, 사회학, 심리과학, 영어와문학, 전자/정보통신공학, 정토학, 중국문화학, 한국철학일반, 한의학 등 15개 분야 각 1건 | 감성표현예술, 기타체육, 동양사, 무역학일반, 미술, 법학, 비교문헌정보학, 사회학, 심리과학, 영어와문학, 전자/정보통신공학, 정토학, 중국문화학, 한국철학일반, 한의학 등 15개 분야 각 1건 | 감성표현예술, 기타체육, 동양사, 무역학일반, 미술, 법학, 비교문헌정보학, 사회학, 심리과학, 영어와문학, 전자/정보통신공학, 정토학, 중국문화학, 한국철학일반, 한의학 등 15개 분야 각 1건 | 감성표현예술, 기타체육, 동양사, 무역학일반, 미술, 법학, 비교문헌정보학, 사회학, 심리과학, 영어와문학, 전자/정보통신공학, 정토학, 중국문화학, 한국철학일반, 한의학 등 15개 분야 각 1건 | 감성표현예술, 기타체육, 동양사, 무역학일반, 미술, 법학, 비교문헌정보학, 사회학, 심리과학, 영어와문학, 전자/정보통신공학, 정토학, 중국문화학, 한국철학일반, 한의학 등 15개 분야 각 1건 | 감성표현예술, 기타체육, 동양사, 무역학일반, 미술, 법학, 비교문헌정보학, 사회학, 심리과학, 영어와문학, 전자/정보통신공학, 정토학, 중국문화학, 한국철학일반, 한의학 등 15개 분야 각 1건 |
| 교육학(일반) | 2    | 기타중문학   | 2    | 감성표현예술, 기타체육, 동양사, 무역학일반, 미술, 법학, 비교문헌정보학, 사회학, 심리과학, 영어와문학, 전자/정보통신공학, 정토학, 중국문화학, 한국철학일반, 한의학 등 15개 분야 각 1건 | 감성표현예술, 기타체육, 동양사, 무역학일반, 미술, 법학, 비교문헌정보학, 사회학, 심리과학, 영어와문학, 전자/정보통신공학, 정토학, 중국문화학, 한국철학일반, 한의학 등 15개 분야 각 1건 | 감성표현예술, 기타체육, 동양사, 무역학일반, 미술, 법학, 비교문헌정보학, 사회학, 심리과학, 영어와문학, 전자/정보통신공학, 정토학, 중국문화학, 한국철학일반, 한의학 등 15개 분야 각 1건 | 감성표현예술, 기타체육, 동양사, 무역학일반, 미술, 법학, 비교문헌정보학, 사회학, 심리과학, 영어와문학, 전자/정보통신공학, 정토학, 중국문화학, 한국철학일반, 한의학 등 15개 분야 각 1건 | 감성표현예술, 기타체육, 동양사, 무역학일반, 미술, 법학, 비교문헌정보학, 사회학, 심리과학, 영어와문학, 전자/정보통신공학, 정토학, 중국문화학, 한국철학일반, 한의학 등 15개 분야 각 1건 | 감성표현예술, 기타체육, 동양사, 무역학일반, 미술, 법학, 비교문헌정보학, 사회학, 심리과학, 영어와문학, 전자/정보통신공학, 정토학, 중국문화학, 한국철학일반, 한의학 등 15개 분야 각 1건 |